# Neagh
El llac Neagh (anglès: Lough Neagh; en gaèlic irlandès: Loch nEathach) d'Irlanda del Nord és el llac més gran de l'illa d'Irlanda, amb una àrea de 388 kilòmetres quadrats. Aproximadament 30 km de llarg i 15 km d'amplada, el llac es troba uns 30 km a l'oest de Belfast. El llac té poca fondària: la profunditat mitjana és de 9 metres; la major profunditat que té són 25 metres.
Cinc dels sis comtats d'Irlanda del Nord tenen una part en el llac: Comtat d'Antrim, Comtat d'Armagh, Comtat de Derry, Comtat de Down, i Comtat de Tyrone. Entre les poblacions properes destaquen Aontroim, Toomebridge, Ballyronan, Lurgan, Craigavon i Magherafelt.